# Giacomo Montanelli
Giacomo Montanelli (* 30. März 1877 in Lecco; † 6. Mai 1944 in Vercelli) war ein italienischer römisch-katholischer Erzbischof.
Montanelli war Professor für Heilige Schrift an den Priesterseminaren der Erzdiözese Mailand. Anschließend wurde er zum Vizerektor des lombardischen Seminars in Rom ernannt und wechselte dann auf die Position eines Professors am Vatikanischen Seminar, ebenfalls in Rom, wo er sich auf das Gebiet des Kirchenrechts spezialisierte.
1912 wurde er zum Propst der Kirche Santi Sisinio, Martirio e Alessandro in Brivio ernannt.
Am 14. Dezember 1925 ernannte Papst Pius XI. ihn zum Bischof von Crema. Er trat die Nachfolge von Carlo Dalmazio Minoretti an, der zuvor zum Erzbischof von Genua ernannt worden war. Am 17. Januar 1926 spendete Kardinal Eugenio Tosi OSsCA, Erzbischof von Mailand, ihm die Bischofsweihe. Mitkonsekratoren waren Luigi Maria Marelli, Bischof von Bergamo, und Giovanni Mauri, Weihbischof in Mailand.
Am 23. November 1928 ernannte Papst Pius XI. ihn zum Titularerzbischof von Neocesarea in Ponto und Koadjutor-Erzbischof von Vercelli. Am 17. Februar 1929, nach dem Tod seines Vorgängers Giovanni Gamberoni, folgte er als Erzbischof von Vercelli nach.
Am 22. Dezember 1939 wurde er zum päpstlichen Thronassistenten ernannt.
Während seiner Bischofsjahre stand er der Salesianischen Gesellschaft von San Giovanni Bosco sehr nahe, deren Arbeit er weithin förderte und sich gleichzeitig durch eine klare Opposition gegen das faschistische Regime und die Verteidigung der Juden auszeichnete.